# Sandvikens högre allmänna läroverk
Sandvikens högre allmänna läroverk var ett läroverk i Sandviken verksamt från 1922 till 1968.

## Historia
1904 inrättades Sandvikens högre folkskola som 1922 omvandlades till en kommunal mellanskola Skolan ombildades sedan med början 1929 till en samrealskola, från 1950 med ett kommunalt gymnasium.
1958 hade gymnasiet helt förstatligats och skolan benämndes från 1957 Sandvikens högre allmänna läroverk. Skolan kommunaliserades 1966 och namnändrades därefter till Hammargymnasiet, efter flytt av gymnasieskolan till Bessemerskolan används lokalerna av Kulturcentrum. Studentexamen gavs från 1953 till 1968 och realexamen från 1922 till 1967.
Skolbyggnaden stod färdig 1951, ritad av Gösta Åbergh. 